# Leptosphaeria nypicola
Leptosphaeria nypicola är en svampart som beskrevs av K.D. Hyde & Alias 1999. Leptosphaeria nypicola ingår i släktet Leptosphaeria och familjen Leptosphaeriaceae.   Inga underarter finns listade i Catalogue of Life.